# Matthäus Judex

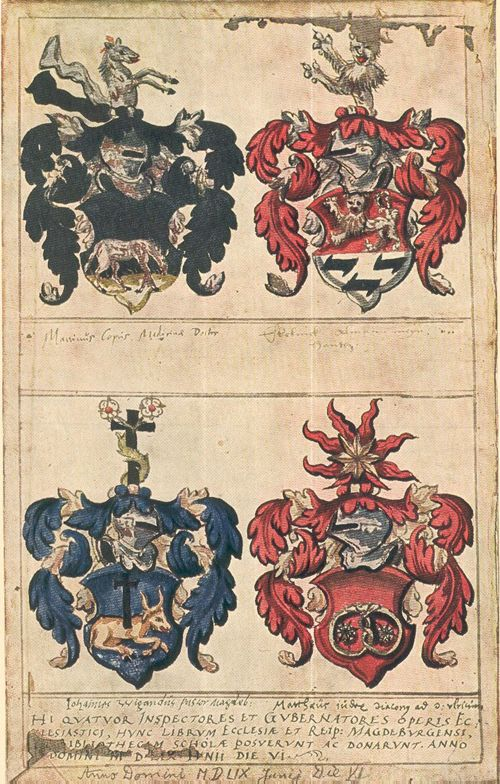
Wappen von M. Judex (unten rechts) und drei anderen Centuriatoren

Matthäus Judex, latinisiert aus Matthias Richter (* 21. September 1528 in Dippoldiswalde; † 15. Mai 1564 in Rostock), war ein deutscher lutherischer Theologe gnesiolutheranischer Prägung.

## Leben
Richter (latinisiert Judex) stammte väterlicher- wie mütterlicherseits aus angesehenen, mittelmäßig begüterten Verhältnissen. Sein Vater Johann Richter († 1567) war Richter in Dippoldiswalde, seine Mutter hieß Walburga Lehmann. Judex hatte mehrere Geschwister, sein Bruder Franz war Ratsherr in Aussig, sein Bruder Johann war Pfarrer im liechtensteinischen Feldsberg; fünf Schwestern waren in ihrer Heimatgegend verheiratet.
Der Vater ermöglichte ihm, nach der Schule in Dippoldiswalde auch die Schulen in Dresden, Wittenberg und Magdeburg zu besuchen, wo er seinen Unterhalt als Kurrendesänger bestritt. Außerdem engagierte ihn der Rektor der Magdeburger Ratsschule, Levin von Emden, als Informator seiner Söhne. Zusammen mit einem der Emden-Söhne bezog er im April 1546 die Universität Wittenberg. Obwohl er nach dem Willen seines Vaters hätte eine Anstellung als Lehrer suchen sollen, verhalf ihm eine Empfehlung Philipp Melanchthons dazu, im Oktober 1548 zum Magister promoviert zu werden.
Nach Magdeburg zurückgekehrt, wurde Matthäus Judex zunächst unter seinem Gönner Emden Konrektor der Stadtschule, schließlich auch selbst ihr Rektor und stellte den nach der Belagerung der Stadt durch Georg zu Mecklenburg 1550–1551 in Unordnung geratenen Schulbetrieb wieder her. Weil er jedoch zur Theologie neigte, drang er darauf, dass Abdias Prätorius als sein Nachfolger berufen wurde, unter dem er wiederum bis Ostern 1554 als Konrektor wirkte.
Im Dezember 1553 wurde er von Johann Wigand in Magdeburg unter Gebet und Handauflegung zum Kirchendienst an St. Ulrich ordiniert. Judex heiratete er die erst 15-jährige, nicht sehr begüterte Anna Glück aus einer ursprünglich Braunschweiger Familie. Aus ihrer zehnjährigen Ehe gingen sechs Kinder hervor.
Judex wirkte bis 1559 als Diakon an St. Ulrich und folgte dann einem Ruf an die Universität Jena, wo er anderthalb Jahre als Theologieprofessor lehrte, bis er zusammen mit seinen gnesiolutheranischen Gesinnungsfreunden von Herzog Johann Friedrich II. des Amtes enthoben wurde und nach Magdeburg zurückkehrte.
Dort hatte er zuvor so kompromisslose und harte Kirchenzucht geübt, dass er in der Stadt nicht mehr Fuß fassen konnte. 1562 ging er daher nach Wismar in Mecklenburg, wo sein Freund Wigand Superintendent geworden war. Zusammen mit Wigand verfasste er die Hauptmasse der Magdeburger Centurien, der ersten größeren Kirchengeschichte aus protestantischer Sicht. Ohne eine Stellung erlangt zu haben, starb er im Alter von 35 Jahren überraschend in Rostock. Die Leichenpredigt hielt ihm der Theologe Simon Pauli. Judex’ Witwe heiratete den Theologen Andreas Schoppe.
Zu Judex’ Freundeskreis hatten Matthias Flacius, Simon Musäus, Tilemann Hesshus, Michael Neander und Basilius Faber gehört. Nach Schoppes Zeugnis war Judex ein fähiger Musiker, der vierstimmige Gesänge komponierte, und ein Astrologe, der für sich selbst, für seine eigenen und ihm anvertrauten Kinder Horoskope stellte. Zudem dichtete er in griechischer Sprache.

## Werke (Auswahl)
- Quod arguere peccata seu concionari poenitentiam sit proprium legis et non evangelij, proprie sic dicti, rationes et argumenta, Basel 1559
- Der ewigen allmächtigen göttlichen Majestät Mandat und ernstlicher Befelch, wes sich ein jeder Christ nach seinem Beruf und Stande gegen dem offenbarten Antichrist, das ganze Papsttum halten solle, s.l. 1561
- Ein Unterricht und Trostschrift an die betrübte und von inwendigen geistlichen Feinden beängstigete Kirche zu Magdeburg, Mühlhausen 1563
- De typographiae inventione et de praelorum legitima inspectione, Kopenhagen 1566

mit Wigand
- Magdeburger Centurien, Basel 1559–1574
- Συνταγμα seu Corpus doctrinae Christi ex novo Testamento tantum, Basel 1558
- De adiaphoristicis Corruptelis, Magdeburg 1559
  - (auch deutsch) Von den adiaphoristischen Verfelschungen, Jena ca. 1559
- Warnung von wegen einer Scharteken Bilibalds Ramsbock, Magdeburg 1559
- Antwort auf den gedruckten Lästerzettel wider die Geister der Finsternis, Eisleben 1562
- Einfältiger Unterricht für die Christen in Magdeburg, was von des Herrn Amßdorffij vermeintem Urteil nach Gottes Wort und dem heiligen Catechismo zu halten sey, Regensburg 1563
- Συνταγμα seu Corpus doctrinae Veri et omnipotentis Dei ex veteri Testamento tantum, Basel 1564
- Synopsis Antichristi Romani, spiritu oris Christi revelati, s.l. 1567